# Vierpas

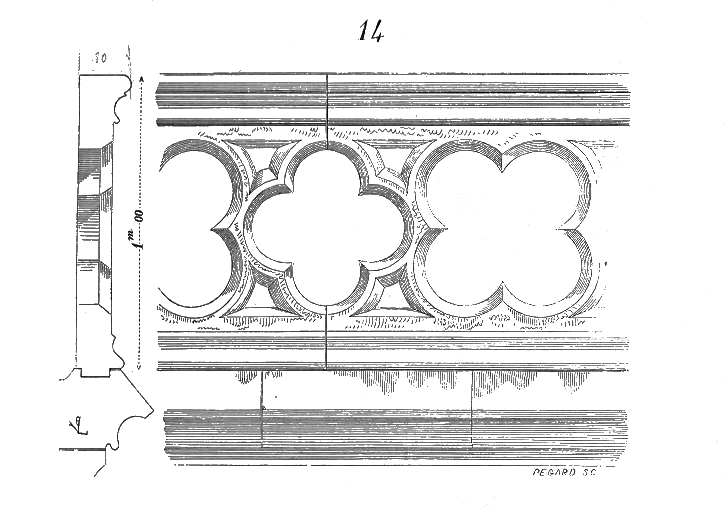
Vierpasmotief in een balustrade

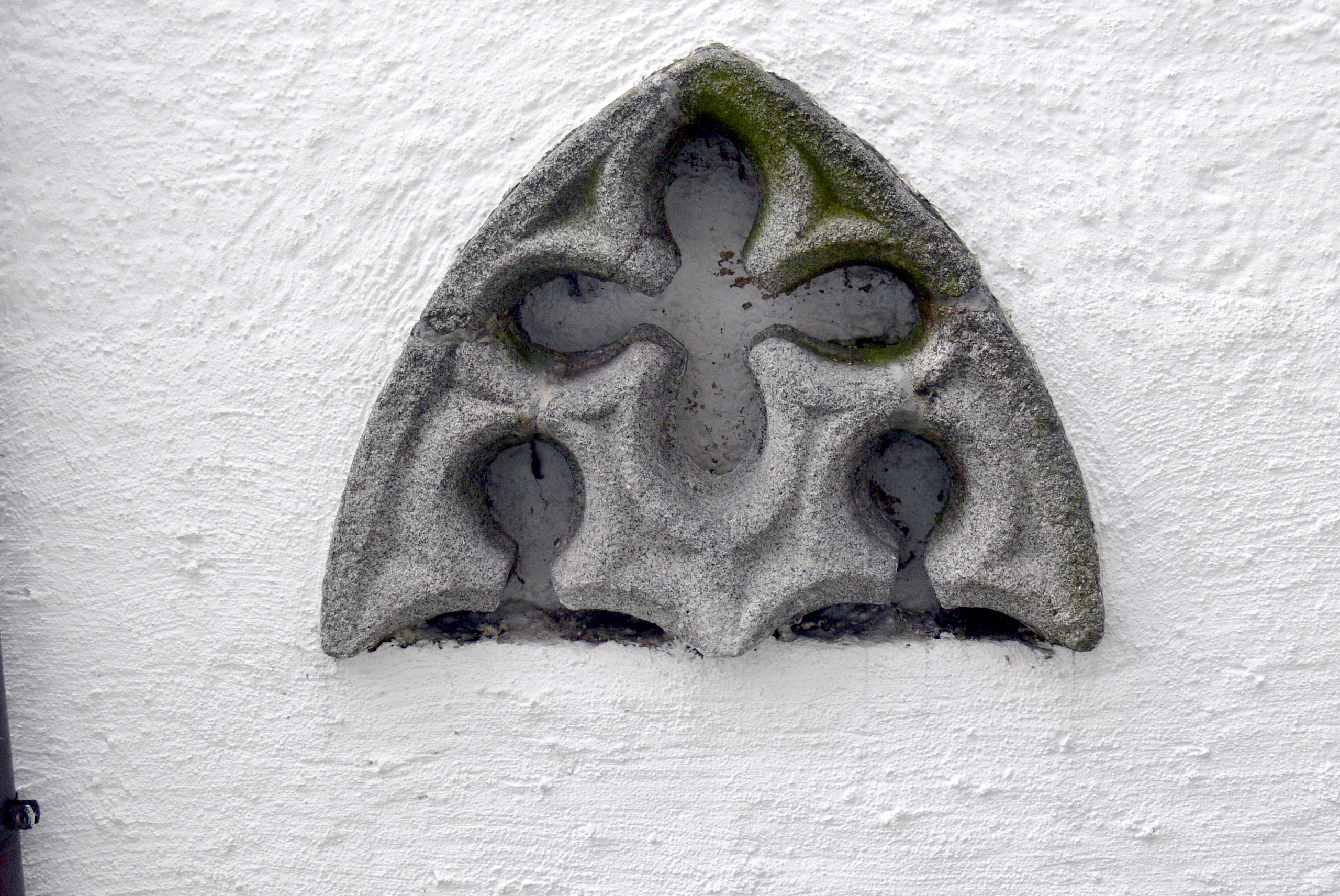
Een blinde vierpas

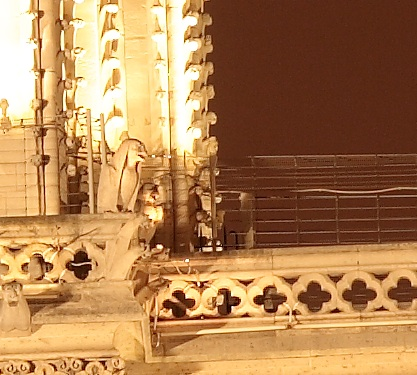
Vierpassen in een balustrade van de Notre-Dame van Parijs

Een vierpas is een bepaalde vorm in maaswerk waarbij vier overlappende cirkels (passen) in een vierhoek gelegen zijn en open zijn aan de kant waar ze elkaar raken. Ze zijn voornamelijk gebruikt in de gotische traceringen van vensters. Ze worden veelvuldig gebruikt in combinatie met andere sierlijke motieven.
Vierpassen kunnen blind of opengewerkt zijn.
De vier naar binnen wijzende punten worden ieder een toot genoemd.
Een vierpas heeft vier ronde cirkels. Wanneer de cirkels van een motief ieder een spitse punt hebben, wordt dat een vierblad genoemd. Ook bestaan er motieven met drie bladeren, een drieblad, en drie ronde cirkels, een driepas.

## Afbeeldingen

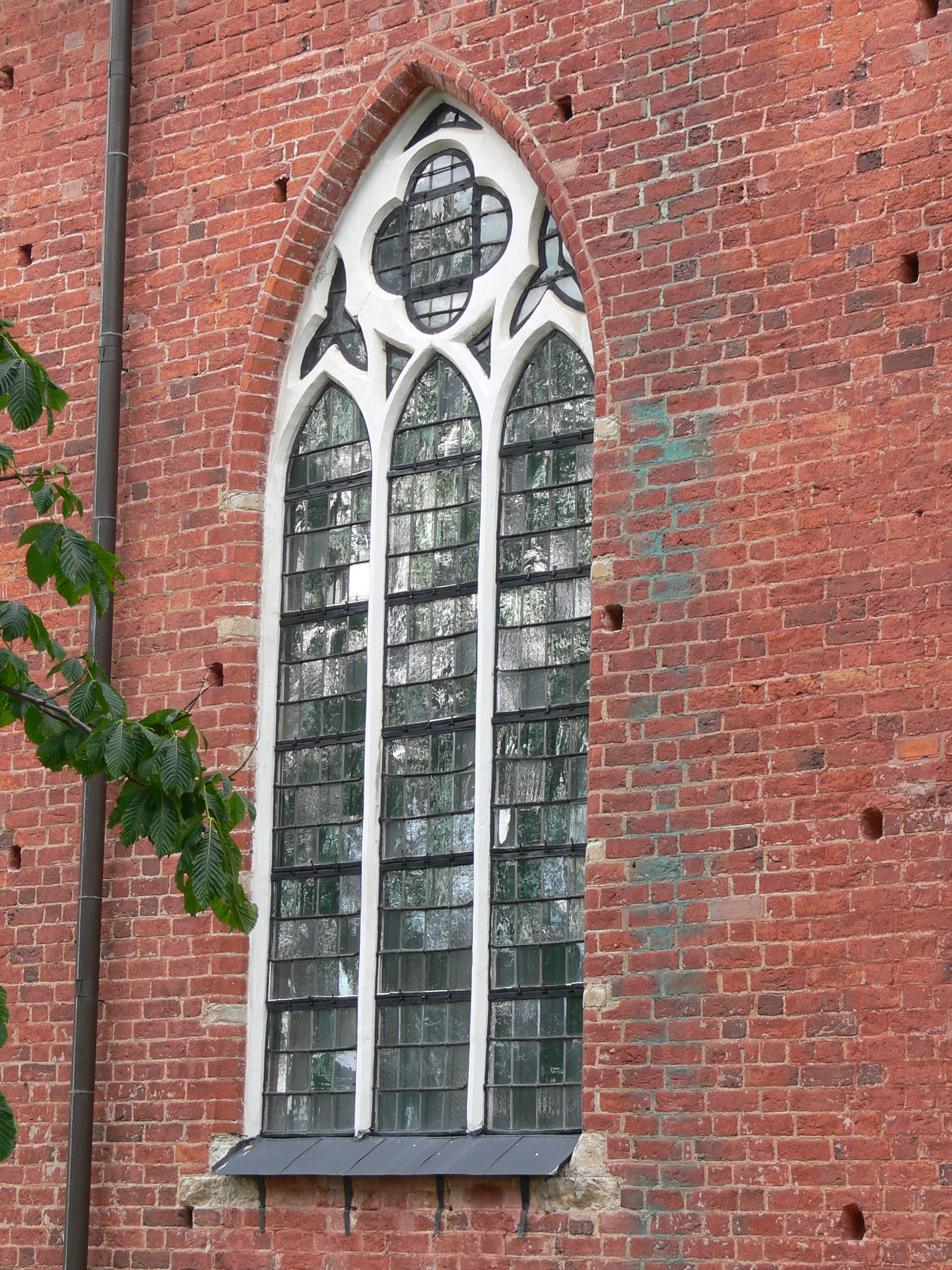
Boven in het venster zit de vierpas
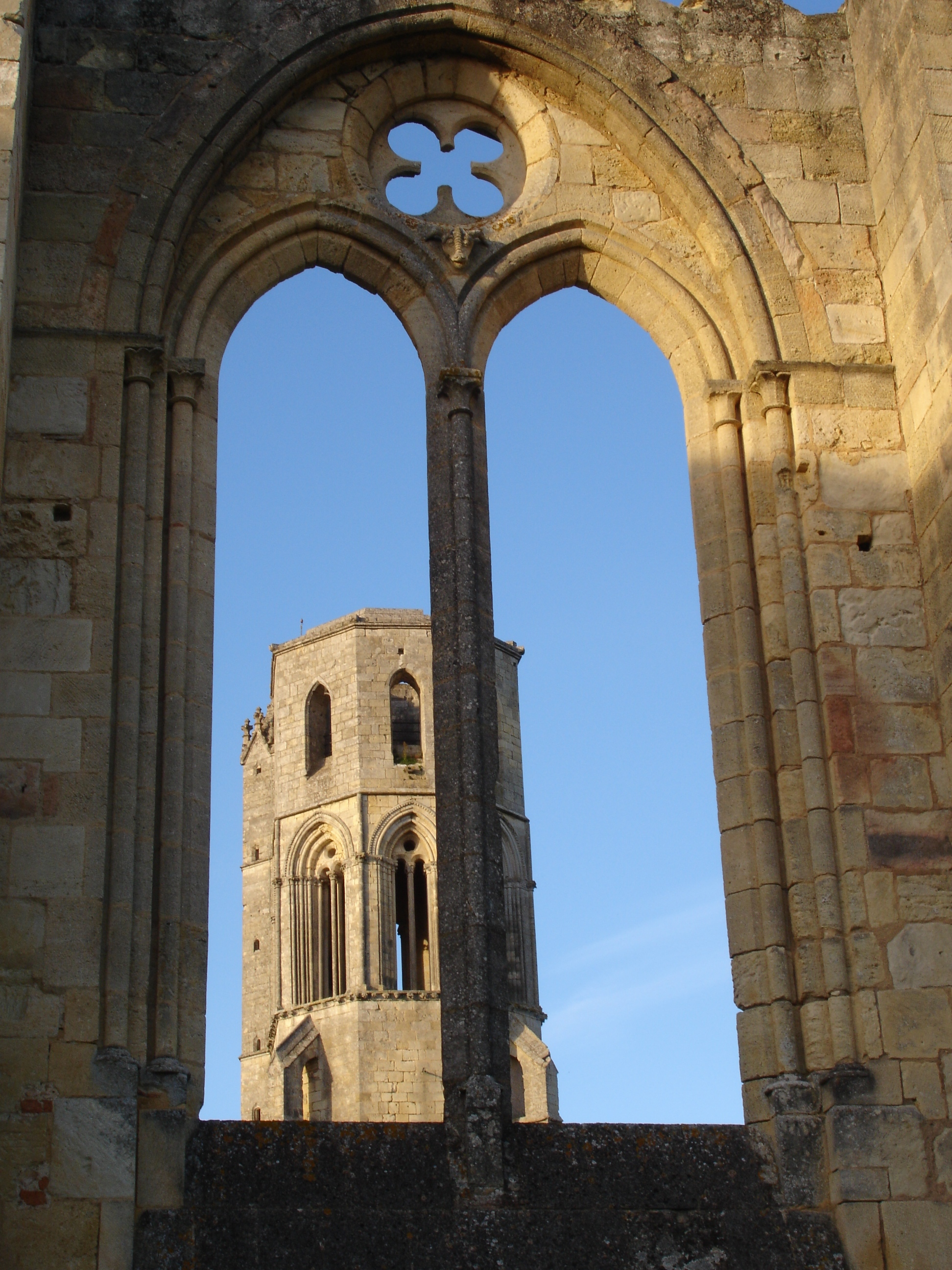
Een spitsboogvenster (bifora) met bovenin een vierpas
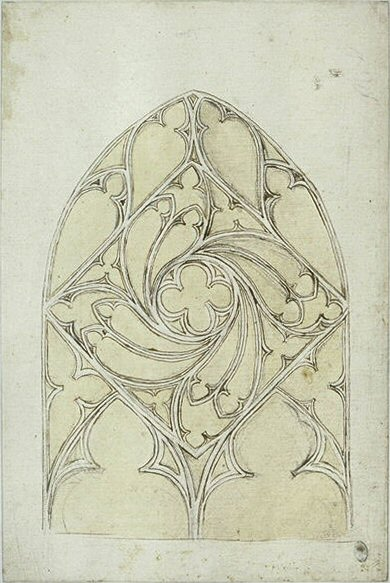
In het midden de vierpas
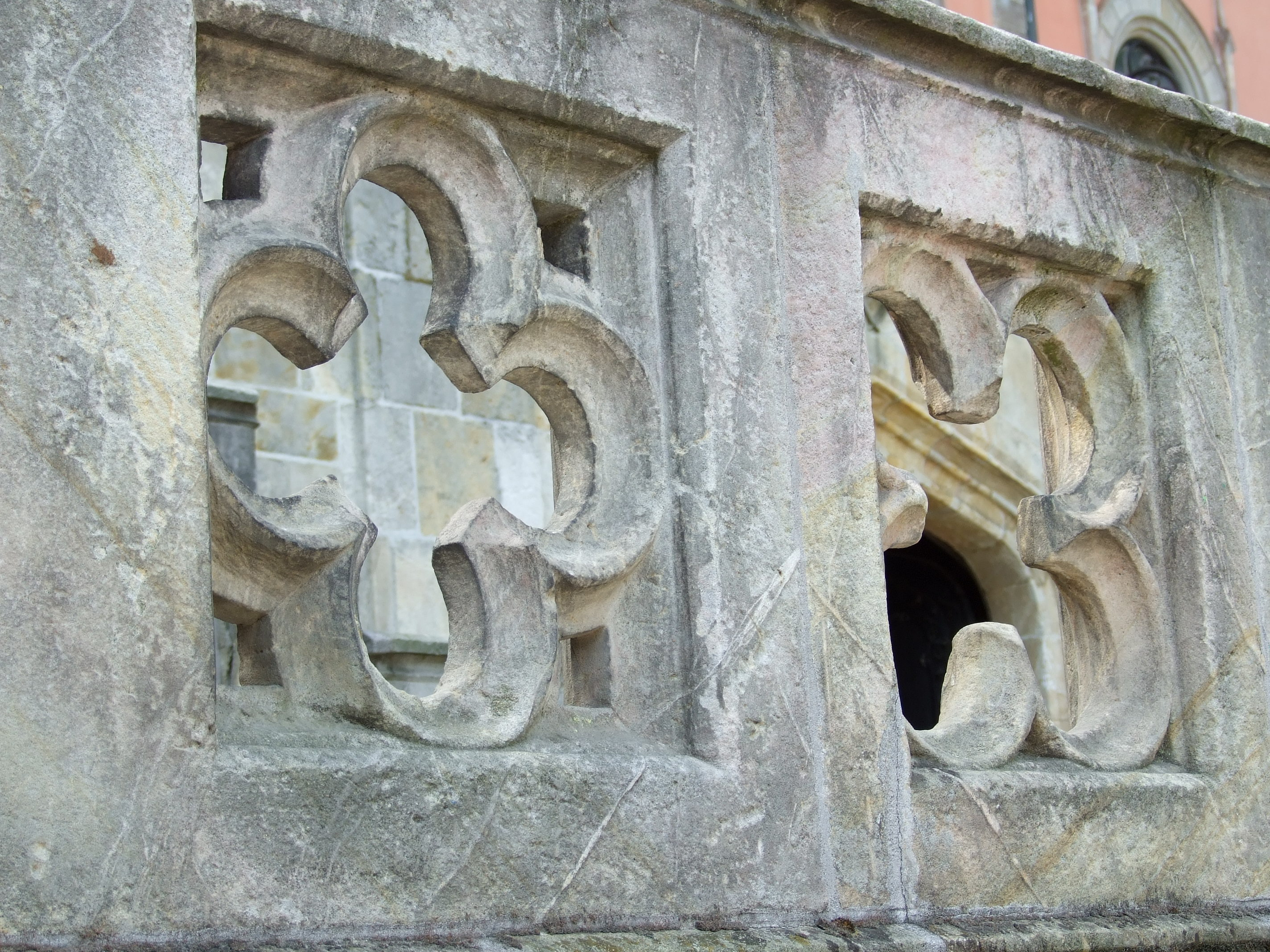
Twee vierpassen